# Ганган, Андрей Ильич
Андрей Ильич Ганган (17.09.1917—1981) — заведующий свинофермой колхоза имени Мичурина Чимишлийского района Молдавской ССР, Герой Социалистического Труда (22.03.1966).
Родился 17 сентября 1917 года в с. Чукур-Минджир, ныне Чимишлийский район Молдавии. Член КПСС с 1953 года. Получил зоотехническое образование.
Работал в крестьянском хозяйстве родителей, затем в собственном семейном хозяйстве.
С 1946 года свинарь, с 1948 года заведующий свинотоварной фермой колхоза имени Мичурина (с. Чукур-Минжир Чимишлийского района Молдавской ССР).
Во время семилетки (1959-1965) довёл количество откармливаемых за год свиней с двух до 3,5 тысяч голов со сдаточным живым весом по сто и более килограммов. В 1965 году себестоимость центнера свинины на его ферме снизилась со 102 рублей до 71 рубля, а затраты кормов на килограмм привеса — с 9,5 до 6,5 кормовых единиц.
Герой Социалистического Труда (22.03.1966).
Депутат Верховного Совета СССР 7 созыва.
С 1978 года на пенсии. Умер в 1981 году.
Дети: Иоана, Николай, Елена, Георгий.